# Phenacoccus avenae
Phenacoccus avenae är en insektsart som beskrevs av Borchsenius 1949. Phenacoccus avenae ingår i släktet Phenacoccus och familjen ullsköldlöss. Inga underarter finns listade i Catalogue of Life.